# Svátost smíření (katolická církev)
Tento článek je o jedné ze svátostí katolické církve. Zpověď v jiných církvích viz Svátost smíření. O pokání v jiných náboženstvích viz Pokání. O smíření v jiných náboženstvích viz Smíření (teologie).
| Pokání a smíření v katolické církvi |
| |
| Svátost pokání a smíření Kajícnost Zpovědní tajemství Misericordia Dei Reconciliatio et paenitentia Petrovo zapření a znovuposvěcení Apoštolská penitenciárie Lamentabili sane exitu |

Svátost smíření (běžně nazývaná také svátost pokání nebo zpověď) je jednou ze sedmi svátostí katolické církve (ve východním křesťanství známá jako svatá Tajina), při níž jsou věřící zbavováni hříchů spáchaných po křtu a smiřováni s křesťanským společenstvím. Během smíření je třeba vyznat smrtelné hříchy a ze zbožných důvodů lze vyznat i všední hříchy. Podle dogmatu a neměnné praxe církve mohou rozhřešení (absoluci) udělovat pouze kněží.

## Charakter
Církev na základě podobenství o marnotratném synovi učí, že zpověď není tribunál nebo trestní soud, kde je člověk odsouzen Bohem jako zločinec, ale „svatební hodovní síň, kde společenství slaví Velikonoce, Kristovo vítězství nad hříchem a smrtí, v radostné zkušenosti jeho odpouštějícího milosrdenství“. Při zpovědi, jak věří církev, Bůh soudí člověka v tom smyslu, že vynáší na světlo jeho hříchy tím, že mu dává možnost vyznat své hříchy zpovědníkovi, pak mu uděluje pokání a prostřednictvím zpovědníka mu uděluje odpuštění. Boží odpuštění navrací osobě „jas bílého roucha křtu, roucha, které je výslovně vyžadováno pro účast na [svatební] hostině.“

## Historie
V Novém zákoně jsou křesťané nabádáni, aby si na svých shromážděních „navzájem vyznávali hříchy a modlili se jeden za druhého“ a aby byli lidmi, kteří odpouštějí. V Janově evangeliu Ježíš po svém vzkříšení říká apoštolům: „Přijměte Ducha svatého. Komu odpustíte hříchy, tomu jsou odpuštěny, a komu je neodpustíte, tomu odpuštěny nejsou.“ První církevní otcové chápali, že moc odpouštět a neodpouštět hříchy byla svěřena apoštolům a jejich právoplatným nástupcům, biskupům a kněžím, aby usmiřovali věřící, kteří po křtu padli.

### Raná praxe
V polovině 2. století se v knize Hermův Pastýř objevuje myšlenka jediného smíření/pokání po křtu za těžké hříchy odpadlictví, vraždy a cizoložství. Episkopos (biskup) byl hlavním liturgickým představitelem místní obce, který prohlásil, že Bůh hříchy odpustil, když bylo jasné, že došlo k pokání, o čemž svědčí vykonání nějakého pokání, a kajícník byl znovu přijat do obce.
Potřeba zpovídat se knězi se objevuje už u Basila Velikého, který měl za to, že Bůh uděluje odpuštění skrze kněze. Před čtvrtým stoletím byla zpověď a kajícná disciplína veřejnou záležitostí, „neboť každý hřích je hříchem nejen proti Bohu, ale i proti bližnímu, proti společenství.“ V době Cypriána z Kartága už samotná zpověď nebyla veřejná.
Někdy se vyžadovalo celoživotní pokání, ale od počátku 5. století se za nejtěžší hříchy začalo považovat veřejné pokání za projev zadostiučinění. Na Zelený čtvrtek byli hříšníci spolu s katechumeny znovu přijímáni do společenství. Ze smíření na smrtelné posteli s církví, které nevyžadovalo pokání jako znamení lítosti, se do toho vnesl zmatek a rituál se začal vzdalovat realitě.
Od 4. století, kdy se Římská říše stala křesťanskou, se biskupové stali soudci a hřích byl vnímán spíše jako porušení zákona než jako narušení vztahu s Bohem. U biskupských soudů se objevilo nové, více legalistické chápání pokání, které se stalo platbou za splnění požadavků Boží spravedlnosti. Podle Josefa Marta tomu napomohlo nesprávné čtení Janova evangelia – Jan 20, 23 (Kral, ČEP) a Matoušova evangelia – Mt 18, 18 (Kral, ČEP) Augustinem z Hippo a papežem Lvem I., který se domníval, že odpuštění činí „učedník“, a nikoliv Bůh, i když až po opravdovém pokání. Akta koncilů ze 4. až 6. století ukazují, že nikdo, kdo patřil do řádu kajícníků, neměl přístup k eucharistickému přijímání, dokud ho biskup nesmířil s církevním společenstvím. Kánon 29 synody v Epaone (517) v Galii říká, že z kajícníků museli před zahájením eucharistické části opustit nedělní shromáždění spolu s katechumeny pouze odpadlíci. Ostatní kajícníci byli přítomni až do konce, ale bylo jim odepřeno přijímání u oltáře Páně.
Nový přístup k praxi pokání se poprvé projevil v 7. století v aktech synody v Chalon-sur-Saône (644–655). Biskupové shromáždění na této synodě byli přesvědčeni, že pro spásu věřících je užitečné, když diecézní biskup předepíše hříšníkovi pokání tolikrát, kolikrát upadne do hříchu (kánon 8).

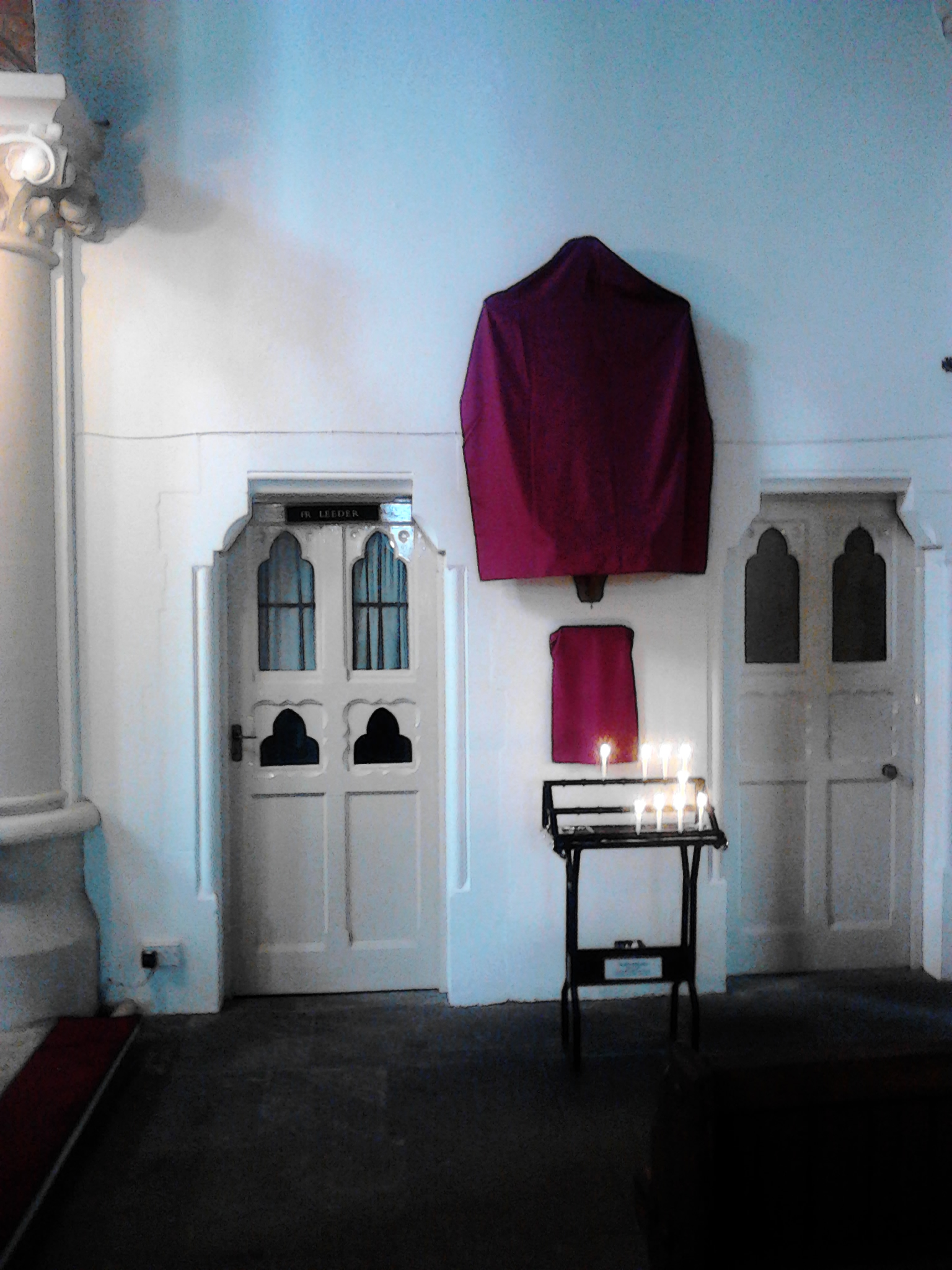
Funkční zpovědnice z 19. století v kostele svatého Pankráce v Ipswichi

### Keltský vliv
Keltská církev zůstala kvůli své izolaci po staletí pevně zakotvena ve svých formách bohoslužby a kajícné disciplíny, které se lišily od zbytku křesťanské církve. Neznala instituci veřejného pokání v církevním společenství, které nebylo možné opakovat a které zahrnovalo kanonické povinnosti. Keltská kajícná praxe spočívala ve zpovědi, přijetí zadostiučinění stanoveného knězem a nakonec ve smíření. Jejich počátky sahají až do 6. století.
Zpovědní knihy, tzv. penitenciály (ve východním křesťanství zvané epitimejníky), pocházející z ostrovů obsahovaly přesně stanovené tresty za všechny malé i velké přestupky (přístup připomínající rané keltské občanské a trestní právo). Walter J. Woods se domnívá, že „kajícné knihy časem pomohly potlačit vraždy, osobní násilí, krádeže a další delikty, které poškozovaly komunitu a činily z pachatele terč pomsty.“ Praxi tzv. tarifového pokání přinesli do kontinentální Evropy z Irska, Skotska a Anglie iroskotští a anglosasští mniši.
Keltská praxe vedla k novým teoriím o povaze Boží spravedlnosti, o časném trestu, který Bůh ukládá za hřích, o pokladnici zásluh v nebi, která má splatit dluh tohoto trestu, a nakonec o odpustcích, které mají tento dluh vyrovnat.

### Středověk
S rozšířením scholastické filozofie vyvstala otázka, co je příčinou odpuštění hříchů. Od počátku 12. století Petr Abelard a Petr Lombardský reflektovali praxi, že lítost a zpověď (dokonce i laikovi nebo ve vzácných případech jeptišce či bekyni) zajišťují Boží odpuštění, ale je nutná lítost nad vlastními hříchy. Rozhřešení se týkalo pouze trestu za hřích. V této době však Hugo ze Svatého Viktora učil na základě „moci klíčů“ – Jan 20, 23 (Kral, ČEP) a Mt 18, 18 (Kral, ČEP), že rozhřešení se nevztahuje na trest, ale na hříchy, a to uspíšilo konec laické zpovědi. Již „od třetího století byli zbožní křesťané někdy vybízeni k tomu, aby duchovnímu vůdci odhalili stav své duše“. To vedlo k soukromé formě zpovědi, které nakonec učinili přítrž biskupové na IV. lateránském koncilu (1215), jenž stanovil povinnost zpovědi knězi do jednoho roku od zhřešení a od té doby zakotvil praxi soukromé zpovědi. Ve 13. století se dominikánský filozof Tomáš Akvinský pokusil znovu sjednotit osobní „materii“ (lítost, zpověď, zadostiučinění) a církevní „formu“ (rozhřešení). Františkán Jan Duns Scotus však podpořil tehdy převládající názor, že rozhřešení je jediným podstatným prvkem svátosti, který kajícníka znovu připouští k eucharistii.
V 11. a 12. století se vloudila nová, legalistická teorie pokání, která měla uspokojit boží spravedlnost a zaplatit trest za „časný trest za hřích“. Na to navázala nová teorie o pokladnici zásluh, která byla poprvé předložena kolem roku 1230. Jako prostředek k zaplacení tohoto trestu se rozšířila praxe udělování odpustků za různé dobré skutky, které čerpaly z „pokladnice zásluh církve“. Tyto odpustky se později začaly prodávat, což vedlo k dramatickému protestu Martina Luthera.

### Po Tridentském koncilu

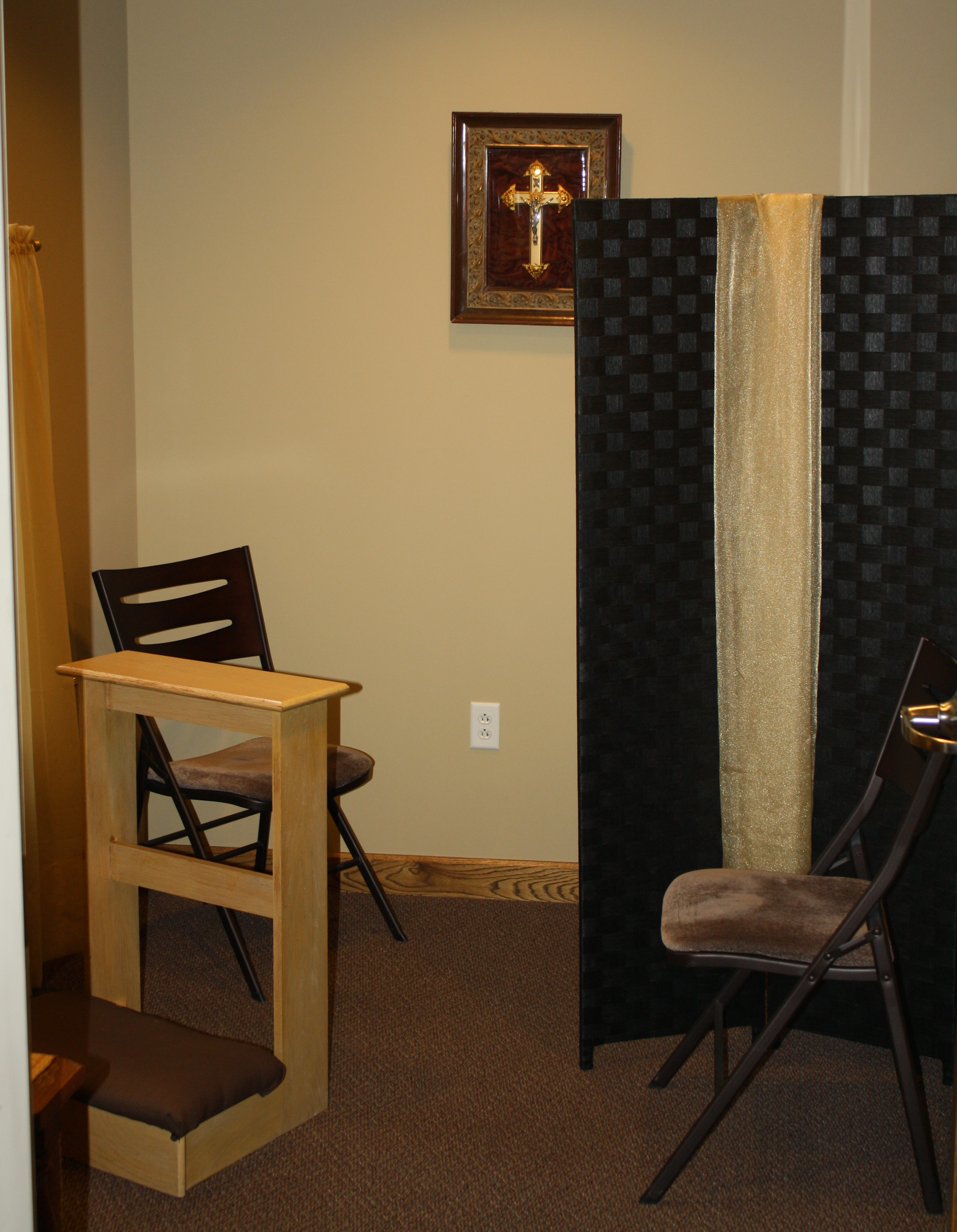
Moderní zpovědnice: tři možnosti pro kajícníka; kněz za zástěnou

V polovině 16. století biskupové na Tridentském koncilu zachovali soukromý přístup ke svátosti smíření a rozhodli, že odpustky se nesmí prodávat. Někteří protestantští reformátoři zachovali svátost jako znamení, ale zbavili ji kanonických přídavků. Pro katolíky po Tridentu by však „vyznání smrtelných hříchů bylo považováno především za záležitost božského práva podpořenou církevním zákonem, aby se z nich vyznali do jednoho roku po jejich spáchání“.
Problémem, který „dominuje celým dějinám svátosti smíření [...], je určení role subjektivního a osobního faktoru a objektivního a církevního faktoru v pokání.“ Od poloviny 19. století historické a biblické studie upozorňovaly na to, že pokání je nutné, aby Bůh mohl odpustit hříchy a hříšník mohl být prostřednictvím svátosti znovu přijat do křesťanského společenství. Svátostná teologie vždy učila, že kajícnost je nezbytná pro platnou zpověď. 

### Po Druhém vatikánském koncilu
Druhý vatikánský koncil (1962–1965) v konstituci o posvátné liturgii Sacrosanctum Concilium nařídil, že „obřad a formule svátosti pokání mají být revidovány tak, aby jasněji vyjadřovaly jak povahu, tak účinek této svátosti.“ V pokoncilním dokumentu Paenitemini papež Pavel VI. zdůraznil „úzký vztah mezi vnějším úkonem a vnitřním obrácením, modlitbou a skutky lásky.“
Koncilem požadovanou revizi přinesl Ordo poenitentiae z r. 1973, který stanovil tři různé liturgické podoby svátostného pokání:
- individuální zpověď,
- společné slavení smíření, při němž se před přítomným knězem individuálně pouze vyznávají hříchy,
- společné slavení smíření se všeobecným vyznáním a s rozhřešením pro všechny přítomné, k němuž však patří předsevzetí při nejbližší příležitosti vyznat těžké hříchy před knězem.[36]

### Svátost smíření při pandemiích
Apoštolská penitenciárie vydala 20. března 2020 nótu o vysvětleních týkajících se svátosti smíření v pandemii COVID-19. Zejména bylo uvedeno, že tam, kde věřící nemohou obdržet svátostné rozhřešení, lze dosáhnout odpuštění hříchů (i těžkých) dokonalou lítostí a pevným úmyslem věřícího vykonat svátostnou zpověď co nejdříve.

## Současná zpovědní praxe

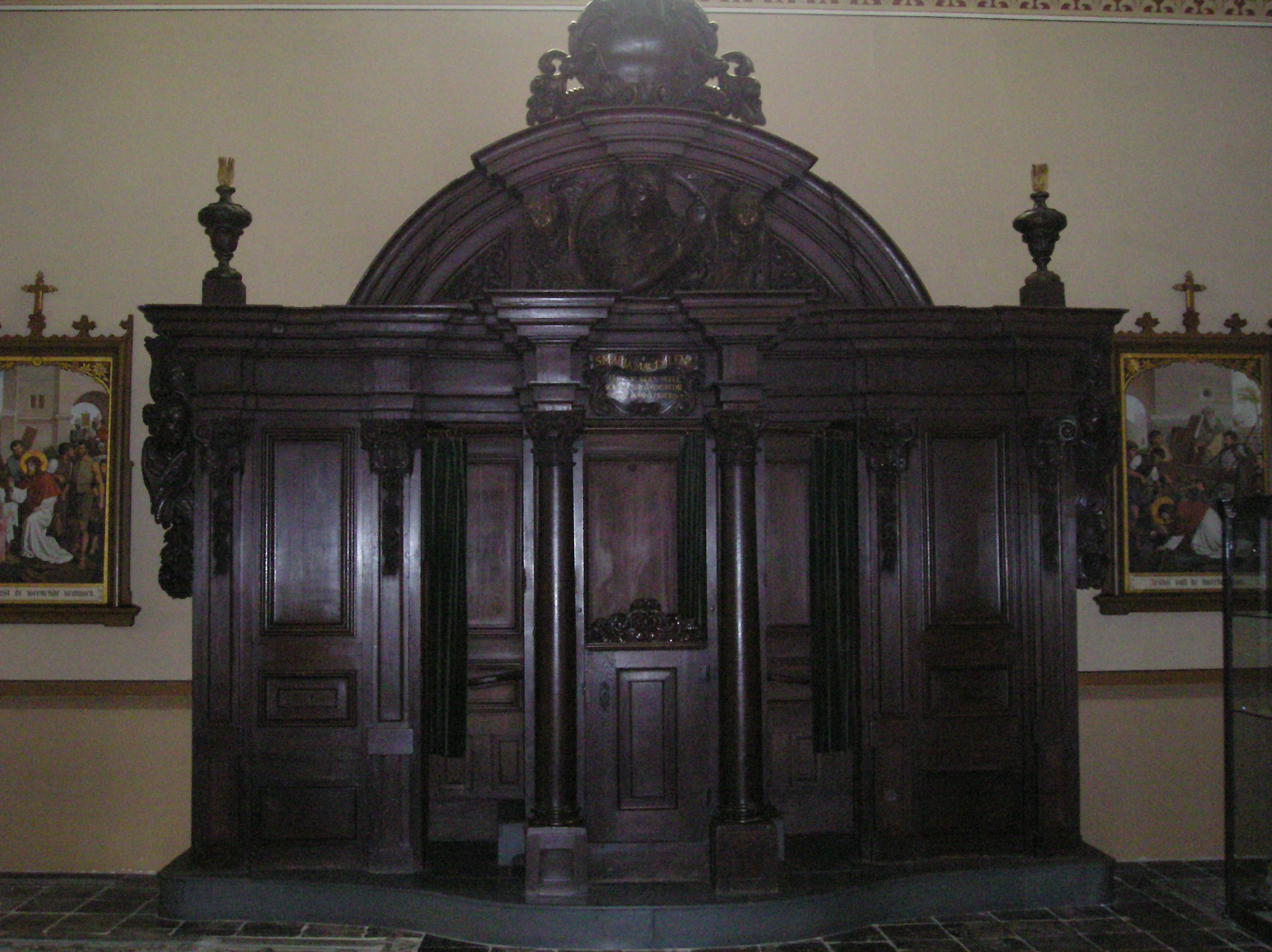
Zpovědnice

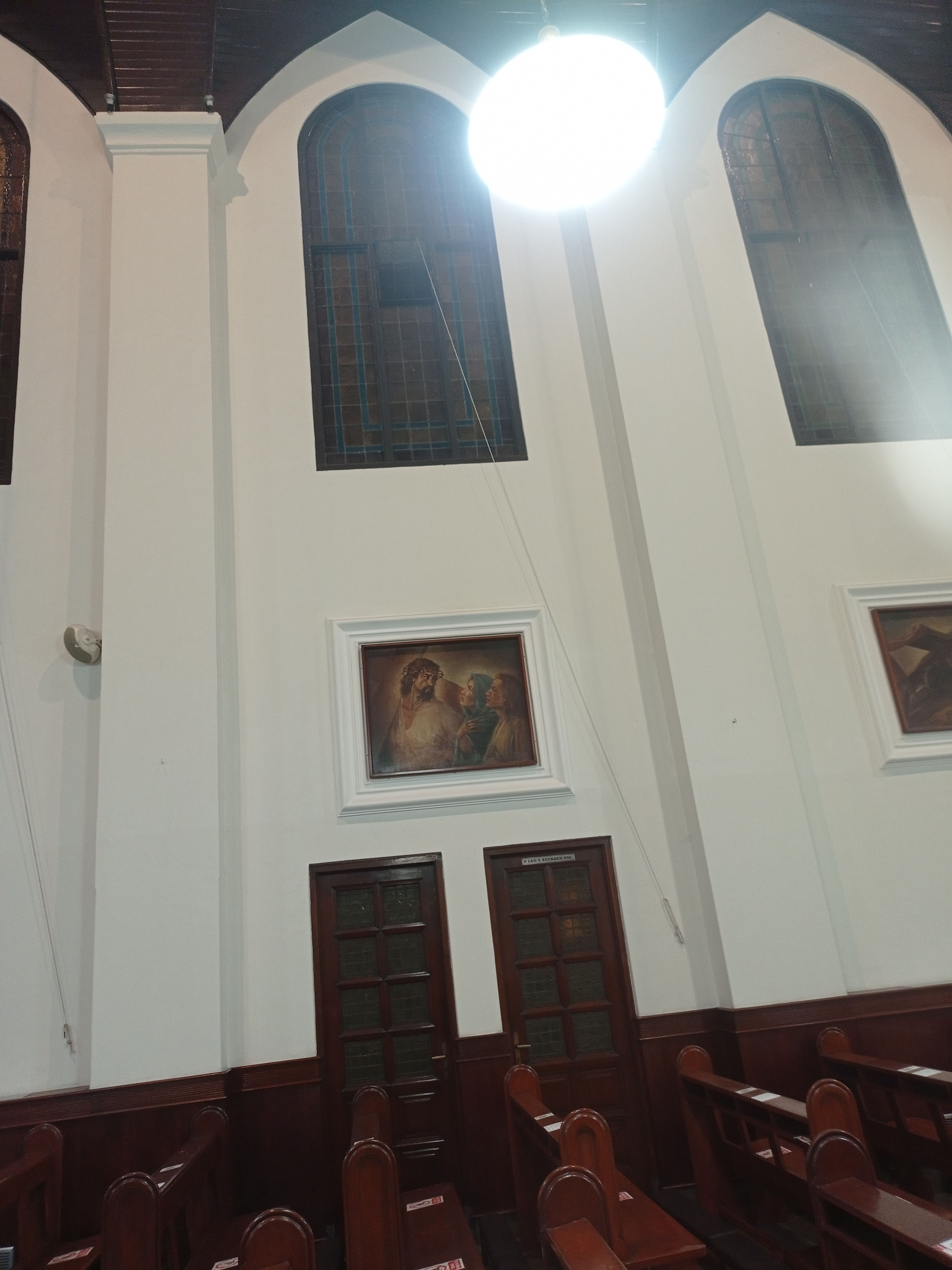
Zpovědní místnost postavená z cihel

Kanonické právo vyžaduje zpověď s cílem nápravy a rozhřešení od kněze u všech těžkých hříchů pro smíření s Bohem a katolickou církví, s výjimkou nebezpečí smrti.
Zejména na Západě si kajícník může zvolit zpověď ve speciálně zřízené zpovědnici. Od Druhého vatikánského koncilu přibyla ve většině zpovědnic kromě dřívější praxe klečení za zástěnou také možnost sedět čelem ke knězi. Pro ty, kdo dávají přednost anonymitě, je stále vyžadováno zajištění neprůhledné zástěny oddělující kněze od kajícníka.
Kněz, který uděluje svátost smíření, musí mít oprávnění od místního biskupa nebo od svého řeholního představeného. V naléhavých případech však může kajícníkovi udělit rozhřešení kterýkoli vysvěcený kněz.

### Obřad
Současný obřad pokání byl vytvořen v roce 1973 se dvěma variantami bohoslužeb smíření, aby se obnovil původní význam svátostí jako znamení společenství. Kodex kanonického práva z roku 1983 přinesl některé další změny. Kajícník může klečet na klekátku nebo sedět na židli (není zobrazeno) čelem ke knězi. Současná kniha o obřadu pokání předepisuje následující (42–47). Znamení kříže předchází pozdrav s povzbuzením k důvěře v Boha. Kněz může přečíst krátký úryvek z Bible, který hlásá Boží milosrdenství a vyzývá k obrácení. Je třeba se vyznat ze všech smrtelných hříchů, vyznání všedních hříchů se rovněž doporučuje, ale nevyžaduje. Kněz může zdůraznit pokání a nabídnout radu a vždy navrhne pokání, které kajícník přijme a poté přednese úkon lítosti. Kněz uděluje rozhřešení. Od Tridentského koncilu jsou základními slovy rozhřešení: „Uděluji vám rozhřešení ve jménu Otce i Syna i Ducha svatého.“ U obnovené svátosti je forma obsáhlejší:
Bůh, Otec veškerého milosrdenství,
smrtí a vzkříšením svého Syna
smířil se sebou celý svět
a na odpuštění hříchů dal svého svatého Ducha;
ať vám (ti) skrze tuto službu církve odpustí hříchy
a naplní vás (tě) pokojem.

UDĚLUJI VÁM (TI) ROZHŘEŠENÍ
VE JMÉNU OTCE I SYNA + I DUCHA SVATÉHO.
Nakonec kněz vyzve kajícníka, aby „chválil Hospodina, neboť je dobrý“, na což kajícník odpoví: „Jeho milosrdenství trvá navěky“ – Ž 136, 1 (Kral, ČEP). Kněz propustí kajícníka „v pokoji“.
Před rozhřešením kajícník pronese úkon lítosti, modlitbu, v níž vyjadřuje lítost nad hříchem. Zatímco ve starších formulářích se hřích mohl zmiňovat pouze jako urážka Boha, v novějších formulářích se zmiňuje i ublížení bližnímu.

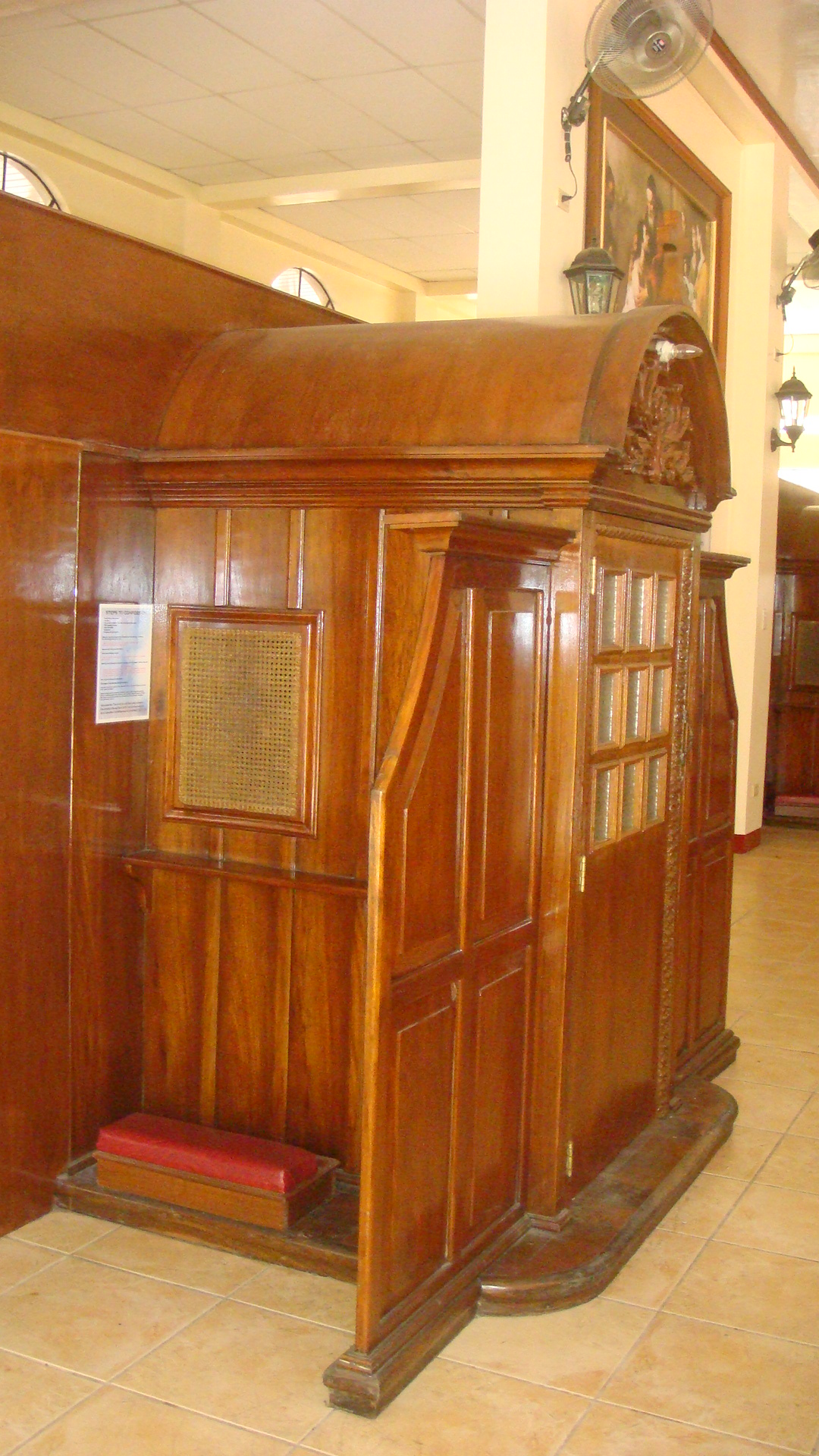
Jednoduchá zpovědnice v bazilice Panny Marie Růžencové v Manaoagu

Od II. vatikánského koncilu se podporují bohoslužby smíření, aby se zdůraznil komunitní prvek svátosti. Takové bohoslužby zahrnují čtení z Písma, homilii a modlitby, po nichž následuje individuální zpověď. Za výjimečných okolností, kdy je uděleno všeobecné rozhřešení, je stále vyžadována opravdová lítost a individuální zpověď v určitém vhodném okamžiku. Mezi takové okolnosti patří případy, kdy je velké množství lidí v nebezpečí smrti nebo jsou o svátost připraveni kvůli vážnému nedostatku kněží, ale ne jen z počtu kajícníků na velkých svátcích nebo poutích. Podle oficiálního prohlášení je jeden den dostatečně „dlouhá doba“, aby bylo možné ospravedlnit použití třetího obřadu, tedy smírné bohoslužby s rozhřešením, která však vyžaduje následnou individuální zpověď. Katolická církev učí, že individuální a celistvá zpověď a rozhřešení (na rozdíl od hromadného rozhřešení) je jediným běžným způsobem, jak se člověk, který si je vědom smrtelných hříchů spáchaných po křtu, může smířit s Bohem a církví.
Ačkoli duchovní vedení není nutně spojeno s touto svátostí, svátost pokání byla po celá staletí jedním z jejích hlavních prostředí, které umožňovalo křesťanovi, aby se stal vnímavým vůči Boží přítomnosti, prohloubil osobní vztah s Kristem a zabýval se působením Ducha svatého ve svém životě. Ve 20. století, během II. vatikánského koncilu, byly přijaty nové přístupy v udílení této svátosti, které zohledňovaly obavy ze skrupulóznosti neboli přehnané posedlosti detaily. Tím se úloha pokání dále odlišila od forem psychoterapie.

### Nutnost a frekvence
Viz též: Pravidelná zpověď

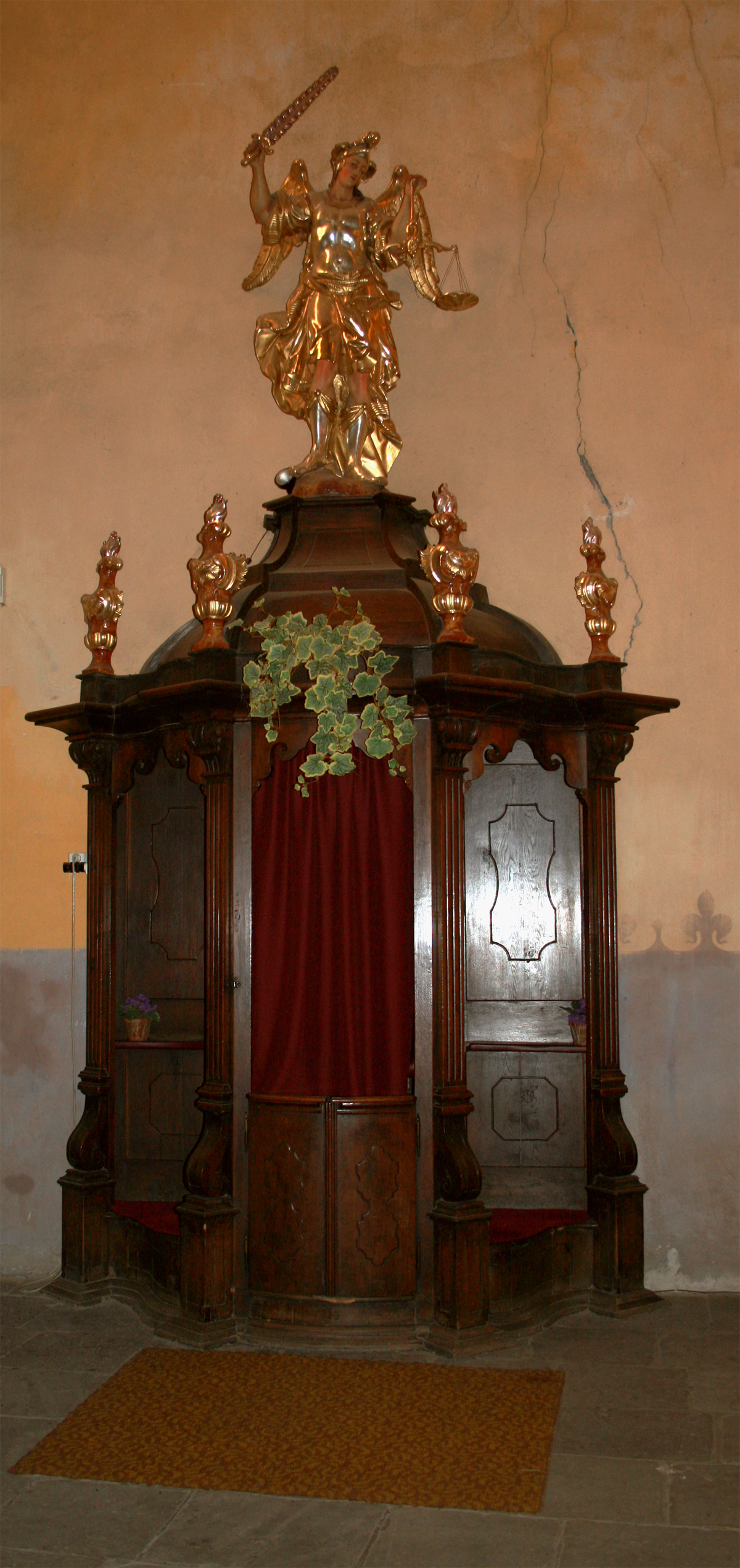
Zpovědnice v Jaroměři

Každý věřící je povinen po dosažení věku odpovědnosti, kdy dosáhne rozlišovací schopnosti, alespoň jednou ročně věrně vyznat své těžké hříchy. Tato každoroční zpověď je nutná pro splnění „velikonoční povinnosti“, tedy pro přijetí svatého přijímání alespoň jednou během velikonoční doby. Tomu musí předcházet smíření, pokud někdo těžce zhřešil. Těžký hřích zahrnuje závažnou věc, dostatečné vědomí její závažnosti a dostatečnou svobodu od jakýchkoli vnitřních nebo vnějších faktorů, které by zmírnily odpovědnost člověka za způsobenou škodu. Zatímco soukromá zpověď všech těžkých hříchů je nyní povinná, zpověď všedních hříchů se doporučuje, ale nevyžaduje. Papežové psali o možném přínosu „zbožné zpovědi“ všedních hříchů pro posílení odhodlání, božské povzbuzení, křesťanský růst a vnitřní pokoj.
Každá lítost znamená zkroušenost ducha a „odpor ke spáchanému hříchu spolu s předsevzetím, že už nebude hřešit“. Taková lítost je „dokonalá“, pokud pramení z Boží lásky, ale „nedokonalá“, pokud pramení pouze ze strachu z trestů nebo z věčného zatracení. Dokonalá lítost sice odpouští těžké hříchy, ale člověk musí mít také úmysl naplnit církevní učení a hřích vyznat, pokud nebo když to bude možné.
Aby mohla být svátost pokání platně udělena, musí kajícník vyznat všechny smrtelné hříchy. Pokud kajícník vědomě zamlčí některý smrtelný hřích, je zpověď neplatná a kajícník se dopouští dalšího hříchu: svatokrádeže. Člověk, který vědomě zatajil smrtelný hřích, musí vyznat hřích, který zatajil, zmínit svátosti, které od té doby přijal, a vyznat všechny smrtelné hříchy, které spáchal od své poslední dobré zpovědi. Pokud kajícník zapomene při zpovědi vyznat smrtelný hřích, je svátost platná a jeho hříchy jsou odpuštěny, ale musí tento smrtelný hřích říci při příští zpovědi, pokud mu znovu přijde na mysl.

### Zpovědní tajemství
Hlavní článek: Zpovědní tajemství
Viz též: Zpovědní tajemství (Spojené státy)
Zpovědní tajemství čili svátostná pečeť zavazuje všechny, kdo slyší nebo vyslechnou kajícníkovo vyznání hříchu za účelem rozhřešení, aby neprozradili totožnost kajícníka a jeho hřích. Ti, kdo mohou slyšet vyznání hříchů, například tlumočník, jsou vázáni stejnou pečetí jako kněz. Kněz, který tuto pečeť poruší, je automaticky exkomunikován, přičemž odpuštění je vyhrazeno Svatému stolci. Ostatní, kteří pečeť poruší, mohou být rovněž exkomunikováni. Trestná je také neopatrná řeč, která by mohla vést k tomu, že si lidé spojí konkrétního kajícníka s vyznaným hříchem.
I když byli popraveni mučedníci, kteří odmítli porušit tuto pečeť, jako například Jan Nepomucký, ve Spojených státech je neporušitelnost zpovědního tajemství uznána před zákonem. Podobně je tomu většinou i v jiných zemích.

## Zpovědní příručky
Hlavní článek: Zpovědní zrcadlo
Viz též: Kajícné kánony

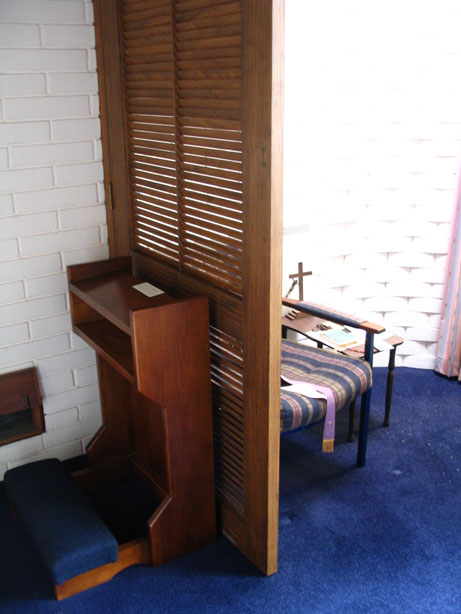
Moderní zpovědnice v katolickém kostele

Od středověku se zpovědní příručky staly literárním žánrem. Tyto příručky byly návody, jak ze svátosti získat co největší užitek. Existovaly dva druhy příruček: příručky určené věřícím (zpovědní zrcadla), aby si mohli připravit dobrou zpověď, a příručky určené kněžím, kteří měli zajistit, aby žádný hřích nezůstal nezmíněn a zpověď byla co nejdůkladnější. Kněz musel klást otázky a zároveň dávat pozor, aby nenaznačil hříchy, na které věřící třeba nepomysleli, a vnuknout jim myšlenky. Příručky byly psány v latině a v lidovém jazyce.
Tyto příručky byly stále populárnější, jak se šířily v tištěné podobě, a v roce 2011 přešly i do elektronické podoby. První taková aplikace na iPhonu, která získala biskupské schválení, byla mylně označena za aplikaci pro samotnou svátost; ve skutečnosti šlo o elektronickou verzi této dlouholeté tradice materiálů, které se mají používat při přípravě na dobrou zpověď.

## Východní křesťanství a perspektivy obnovy

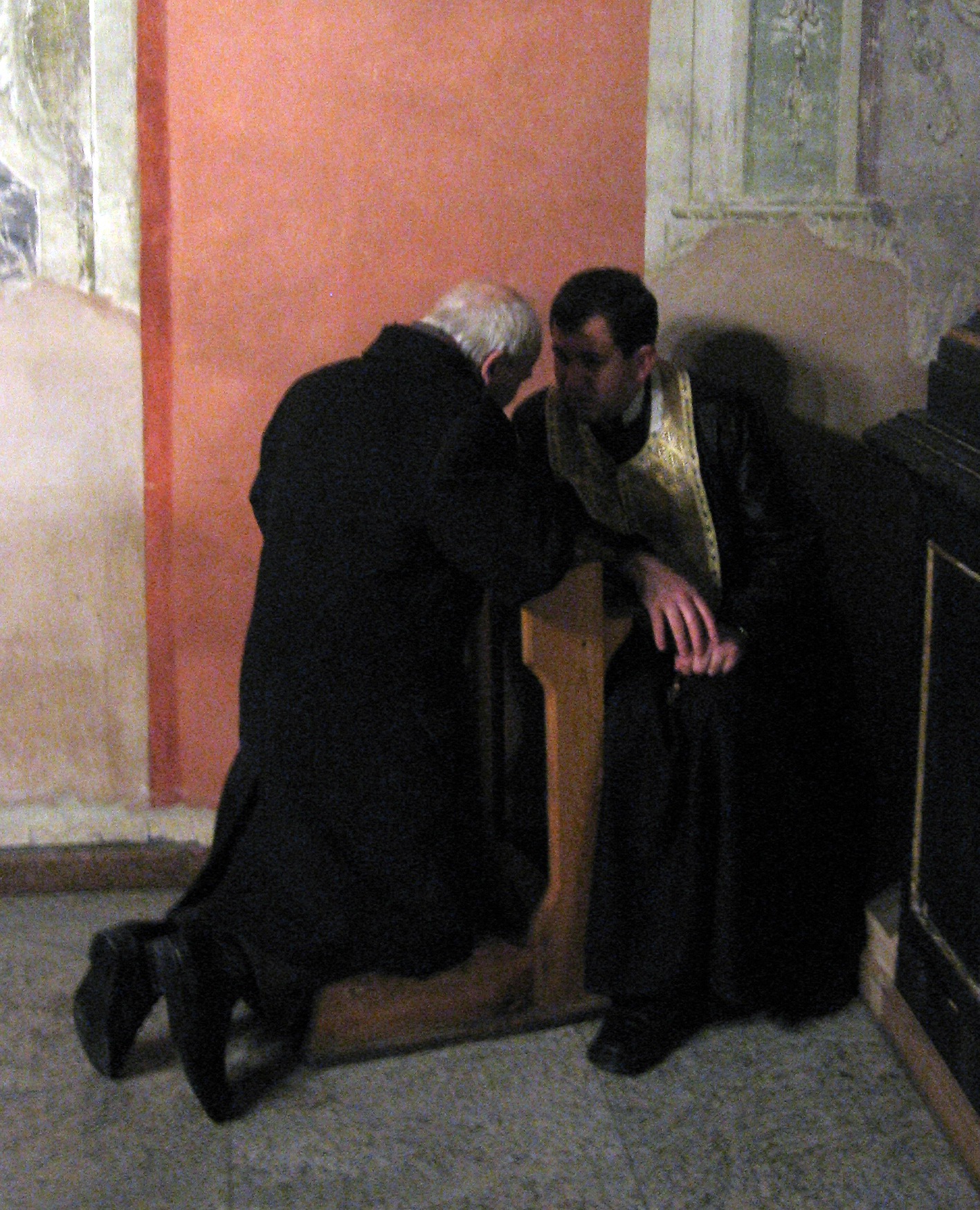
Ukrajinský řeckokatolický kostel byzantského obřadu bernardinů ve Lvově, Ukrajina

Na rozdíl od západního křesťanství, jehož liturgická praxe byla narušena v období stěhování národů v raném středověku, si východní křesťanství zachovalo spíše chápání smíření v církvi z období patristiky. Ve východním křesťanství se svátosti nazývají „posvátná tajemství (Svaté Tajiny) “. Povinnost zpovídat se může být méně přísná a může zahrnovat pouze nejžalostnější hříchy, aby člověk zakusil Boží odpouštějící lásku. Praxe rozhřešení nebo daného pokání se velmi liší. Důraz se klade spíše na obrácení srdce než na výčet hříchů.
Zpověď a pokání v obřadu pravoslavné církve si i v dnešní době zachovávají spíše charakter osvobození a uzdravení než soudu. Usmíření a uzdravení jsou chápány jako totéž charisma, stejně jako v raně křesťanských dobách. Odpuštění hříchů je udělováno na základě upřímného pokání a zpovědi. Rozhřešení zvěstuje Boží odpuštění hříchu. Pokání má zcela terapeutický charakter; posiluje úsilí kajícníka o křesťanský růst. „Odpuštění hříchu získané upřímnou a srdečnou lítostí je úplné a dokonalé, nepotřebuje žádné další naplnění“, a proto „pravoslavná církev co nejrozhodněji odmítá [...] latinské učení o trestech a pokutách, věčném a časném odpuštění, pokladnici zásluh [...] (a) očistcovém ohni.“
V knize s kapitolou Od zpovědi ke smíření; od II. vatikánského koncilu do roku 2015 se v jiné knize o svátostech, hojně využívané na univerzitách a v seminářích, Joseph Martos vysvětluje, jak si myslí, že je třeba ještě mnoho udělat, aby se spojilo to, co se naučil na základě biblických a historických studií, „svátostná teorie“, a způsob, jakým je svátost prožívána v současnosti, „svátostná praxe“. Široce se objevily požadavky na obecnější používání třetího obřadu, tedy smírné bohoslužby se všeobecným rozhřešením, která však vyžaduje následnou individuální zpověď, nicméně kanonické právo revidované za papeže Jana Pavla II. v roce 1983 zatím brání změnám. Katolický teolog Ladislav Orsy sice prosazoval mnohem širší používání komunitních bohoslužeb smíření s obecným rozhřešením a nevyžadováním individuální zpovědi, ale v roce 1978 předvídal další vývoj církevní legislativy týkající se svátosti smíření a tvrdil, že „nemůžeme přestat, pravda a milosrdenství se musí dále rozvíjet.“